# Bertine Spijkerman
Bertine Spijkerman (Snits, Súdwest-Fryslân, província de Frísia, 31 de maig de 1982) és una ciclista neerlandesa que fou professional del 2001 al 2009.

## Palmarès
- 2002
  - 1a al Sparkassen Giro Bochum
  - Vencedora d'una etapa al Giro d'Itàlia
- 2003
  - Vencedora d'una etapa al Giro d'Itàlia
  - 1a a l'Omloop der Kempen
- 2005
  - Vencedora d'una etapa a la Ster Zeeuwsche Eilanden
  - Vencedora d'una etapa al Trofeu d'Or
- 2006
  - 1a a la Ronde van Gelderland
  - Vencedora d'una etapa al Tour de Bretanya